# Объезд (деревня)
Объезд — деревня в Володарском районе Нижегородской области. Входит в состав Ильинского сельсовета.

## Общая физико-географическая характеристика
Географическое положение
По автомобильным дорогам расстояние до областного центра города Нижнего Новгорода составляет 76 км, до районного центра города Володарска — 25 км. Абсолютная высота 77 метров над уровнем моря.
Часовой пояс
Объезд, как и вся Нижегородская область, находится в часовой зоне МСК (московское время). Смещение применяемого времени относительно UTC составляет +3:00.

## История
В «Списке населенных мест» Владимирской губернии по данным за 1859 год значится как владельческая деревня при колоде в 11 верстах от Гороховца. Относилась к первому стану Гороховецкого уезда. В деревне насчитывалось 30 дворов и проживало 200 человек (110 мужчин и 90 женщин).

## Население
| 1859 | 1905 | 1926 | 1999 | 2002 | 2010 |
| ---- | ---- | ---- | ---- | ---- | ---- |
| 200  | ↗418 | ↘345 | ↘15  | ↗30  | ↘28  |

Национальный состав
Согласно результатам переписи 2002 года, в национальной структуре населения русские составляли  97% из 30 человек.